# A Tolda (Villamarín)
A Tolda es un caserío español situado en la parroquia de Reádegos, del municipio de Villamarín, en la provincia de Orense, Galicia.

## Demografía
| Gráfica de evolución demográfica de A Tolda entre 2000 y 2023         |
| Error de línea de tiempo. No se pudieron almacenar archivos de salida |
| Datos según el nomenclátor publicado por el INE.                      |